# Tones on Tail
Tones on Tail fue un proyecto musical, paralelo al grupo de rock gótico Bauhaus (banda), creado en 1982 por Daniel Ash (guitarra de Bauhaus) junto a Glenn Campling (roadie de Bauhaus); posteriormente se uniría a la banda Kevin Haskins (batería de Bauhaus). Un año después de la desaparición de Bauhaus en 1983, Tones on Tail se disolvió. Al poco tiempo de esta ruptura se formó la banda Love and Rockets, con todos los excomponentes de Bauhaus (banda) excepto Peter Murphy. Tones on Tail ganó nueva repercusión a un público más amplio cuando su canción "Movement Of Fear" fue incluida en la banda sonora de The Blair Witch Project, largometraje independiente de terror psicológico estadounidense de 1999, escrito y dirigido por Daniel Myrick y Eduardo Sánchez.

## Discografía
Fuente: UK Indie Chart

### Álbumes
- "Pop" (1984) LP/casete

### EP y sencillos
- "Tones on Tail" (1982) 12" EP
- "There's Only One" (1982) 12" EP
- "Burning Skies" (1983) 7"/12"
- "Performance" (1984) 7"/12"
- "Lions" (1984) 7"/12"
- "Christian Says" (1984) 7"/12"
- "Go!" (1984) 7"/12"

### Recopilaciones
- "The Album Pop" (1984) LP/casete
- "Tones on Tail" (1985) LP/casete
- "Night Music" (1987) CD
- "Tones on Tail" (1990) CD/casete
- "Everything!" (1998) CD, contiene todos sus temas y una entrevista radiofónica
- "Something!" (1998) CD EP